# 박기표
박기표(朴起杓, 1989년 6월 19일~)는 대한민국의 배우이자 방송인, 기업인으로, 대한민국 스트리트 패션의 선구자인 안전지대코리아(주)의 대표로 활동하고 있다. 2008년도 케이블TV 나는펫 시즌 5에 출연하였고, 2009년 애플 아이폰 1 광고를 통해 광고모델과 연예인활동을 병행하고 있다. 현재는 안전지대코리아(주)의 대표로 활동하며 매니지먼트사업 및 엔터테인먼트 사업을 병행하며 다양한 사업을 진행하고 있다.

## 주요 경력
- 안전지대코리아(주) 대표 : 1986년 설립된 한국 최초의 오리지널 스트리트 브랜드를 이끌며, 제 2세대 경영자로서 브랜드를 재탄생시키고 현대적인 감각으로 재정비하여 MZ세대 사이에서 큰 인기를 끌고 있다.[2]
- 해외 사업 : 2018년 성연그룹 주식회사와 이탈리아의 멀티 브랜드 Maruzio Coltorti가 운영하는 IKONIC S.R.L.의 Coltorti Boutique와 업무 협약을 체결했다. 이후 Coltorti Boutique는 Residenza 725로 상호를 변경했다. 인스타그램 또한, 중국 대기업 완다그룹 2세 경영자 왕쓰총과의 협력으로 중국 상하이 조이시티 백화점에 안전지대 브랜드 입점계약을 성사시켰다.[3]Coltorti Boutique 업무협약

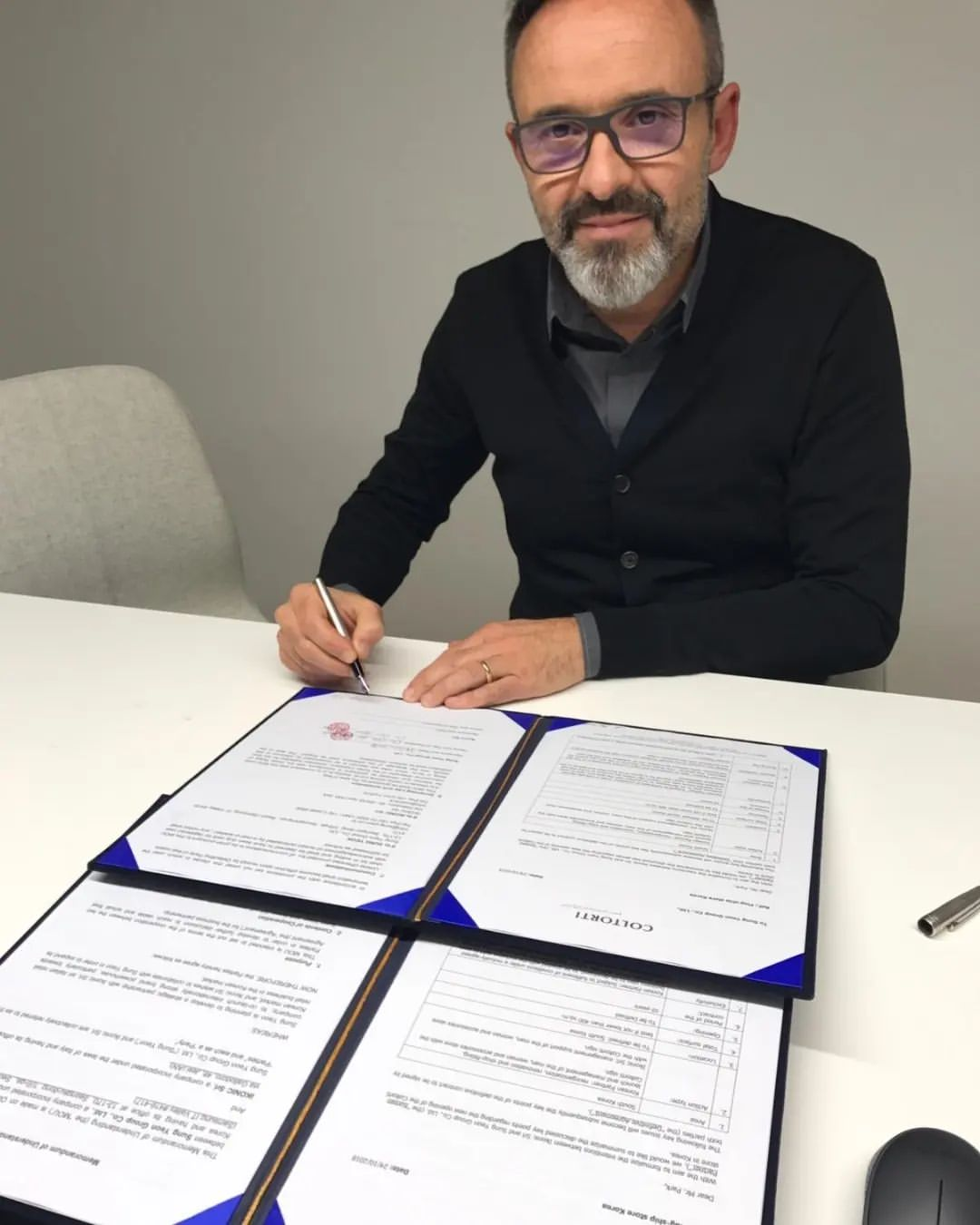
Coltorti Boutique 업무협약

- 방송 출연 : 2008년 '나는 펫 시즌5-애완남 키우기'를 통해 처음 TV에 출연하였고, 2020년 SBS 아침드라마 '불새 2020'에 출연했다.
- 음악 활동 : 가수 김조한에게 음악 레슨을 받으며 DJ 활동도 병행하고 있다.
- 이태원 지구촌 축제 부위원장 : 각종 스폰서십과 사고방지, 화재방지 등의 업무를 담당하고 있다.
- 강남 VIP Zone 관리 : 다양한 클럽과 엔터테인먼트 공간에서 관리를 맡아 활동하고 있다.

## 수상 내역
- 아시아 리더 대상 패션브랜드 부문 (2019)
- 대한민국 파워브랜드 대상 패션브랜드 부문 (2020)[4]
- 대한민국을 빛낸 자랑스러운 한국인 대상 패션브랜드 부문 (2022)
- 제32회 대한민국문화연예대상 문화 부문 디자이너상 (2024)[5]

## 패션 아이콘으로서의 활동
- 박기표는 1986 설립된 선정인터네셔날에 브랜드 안전지대의 2세 경영자로, 브랜드를 재탄생시키고 현대적인 감각으로 재정비하여 MZ세대 사이에서 큰 인기를 끌고 있다. 그는 자유로움의 상징이자 패션의 아이콘으로 자리매김하였다. 현재는 2018년도에 성연그룹으로 설립된 주식회사 의 이름을 안전지대코리아(주)로 변경했다.[6][7]
- 2018년 이탈리아 대표 브랜드인 콜토티 부티크(Coltorti Boutique)와 업무협약을 체결하여 안전지대가 가진 한국적 아이덴티티에 유럽의 감성을 더하여 유럽시장에서도 브랜드 인지도를 높이는 계기를 마련하였다.[8]
- 2023년 4월 상하이시 정부의 허가로 중국 백화점에 한국문화(K-Fashion, K-Beauty 등)로 안전지대 브랜드를 입점하게 되는 기회를 얻어냈다. 이로서 상해 백화점에 DRUG + 라는 편집숍에 Adererror와 같이 국내 선정된 Top 브랜드 중 하나로 입점권을 확보하였다.[9]
- 2024년에는 안전지대코리아 내부 경쟁력을 강화하기 위하여 김기은 부동부동 대표, 최바울 페오펫 대표, 그리고 이서진 더 컬처 앤 대표 등 외부 인사를 멘토로 영입하였다.[10]
- 2025년 4월 12일, 대한민국의 명품 패션 브랜드 앙드레김 아뜰리에와 업무 협약을 체결하였다.[11]
- 또한 안전지대코리아 브랜드 가치 제고를 위하여 다양한 패션업계 인사 및 기관과의 협력 체계를 추진하고 있으며, 대표적으로 앙드레김 아뜰리에[12], 더컬쳐앤살롱[13] 낸시랭[14], 오초희, 신하랑[15] 등이 있다. 또한, 2024 글로벌 인플루언서 엑스포에서는 자문위원을 맡았다.[16]

## 마약 중독과 회복
- 2009년부터 2011년까지 박기표는 마약류 관리법 위반으로 대마초, 필로폰, 엑스터시를 복용 및 흡연하여 서울구치소와 공주교도소에 수감되었었다.
- 수감 생활 중 목사님의 도움과 많은 협회의 관심 덕분에 마약 중독에서 벗어날 수 있었다고 한다.

## 사회적 활동
- 이태원 지구촌 축제 부위원장 : 각종 스폰서십과 사고방지, 화재방지 등의 업무를 담당하며 다양한 나라의 대사관들과 협력하였다.
- 이태원 관광특구 연합회, 로데오 번영위원회 활동
- Miss Intercontinental Korea 및 Road FC 스폰서

## 대인관계
- 박기표는 다양한 연예인 및 유명인사들과 친분을 쌓고 있으며, 배우 진미령, 가수 김조한, 일본배우 오구라 유나, 우에하라 아이, 파퀴아오, 이경희 국회의원 등 다양한 분야의 인물들과 친분을 유지하고 있다.[17][18]

## 연예 활동
- 애플 아이폰 1 광고 모델) 2009년 애플 아이폰 1 광고모델로 활동하며 패션의 선두주자로 자리 잡았다.
- 예능) 나는 펫 시즌5-애완남 키우기 (2008) : 처음 TV에 출연하며 대중의 주목을 받음.[19]
- 드라마) 불새 2020 (2020) : 가수 진미령의 아들로 출연하여 다시 한 번 주목을 받음.[20]
- 음악) Shanghai Cotton Club에서 DJ로 공연을 했다. 최근에는 래퍼 손자보이텔럼과 공동으로 힙합 음악을 제작중이다.[21]
- 파티) 세계적으로 파티를 좋아하는 사람으로 인식되어 다양한 유명인사들과의 네트워크를 형성하였다.
- 클럽 활동) 강남, 이태원, 중국 등 다양한 클럽에서 활동하며 클럽 대표들과의 친분도 두텁다고 한다.
- 가수 김조한에게 음악 레슨을 받으며 DJ 활동도 병행하고 있다. 그는 패션과 음악, 그리고 다양한 분야에서의 활동을 통해 영향력을 넓혀가고 있다.
- 래퍼 지호지방시와 TO. J 라는 힙합 앨범을 발매할 예정이다.[22]

## 엔터테인먼트 활동

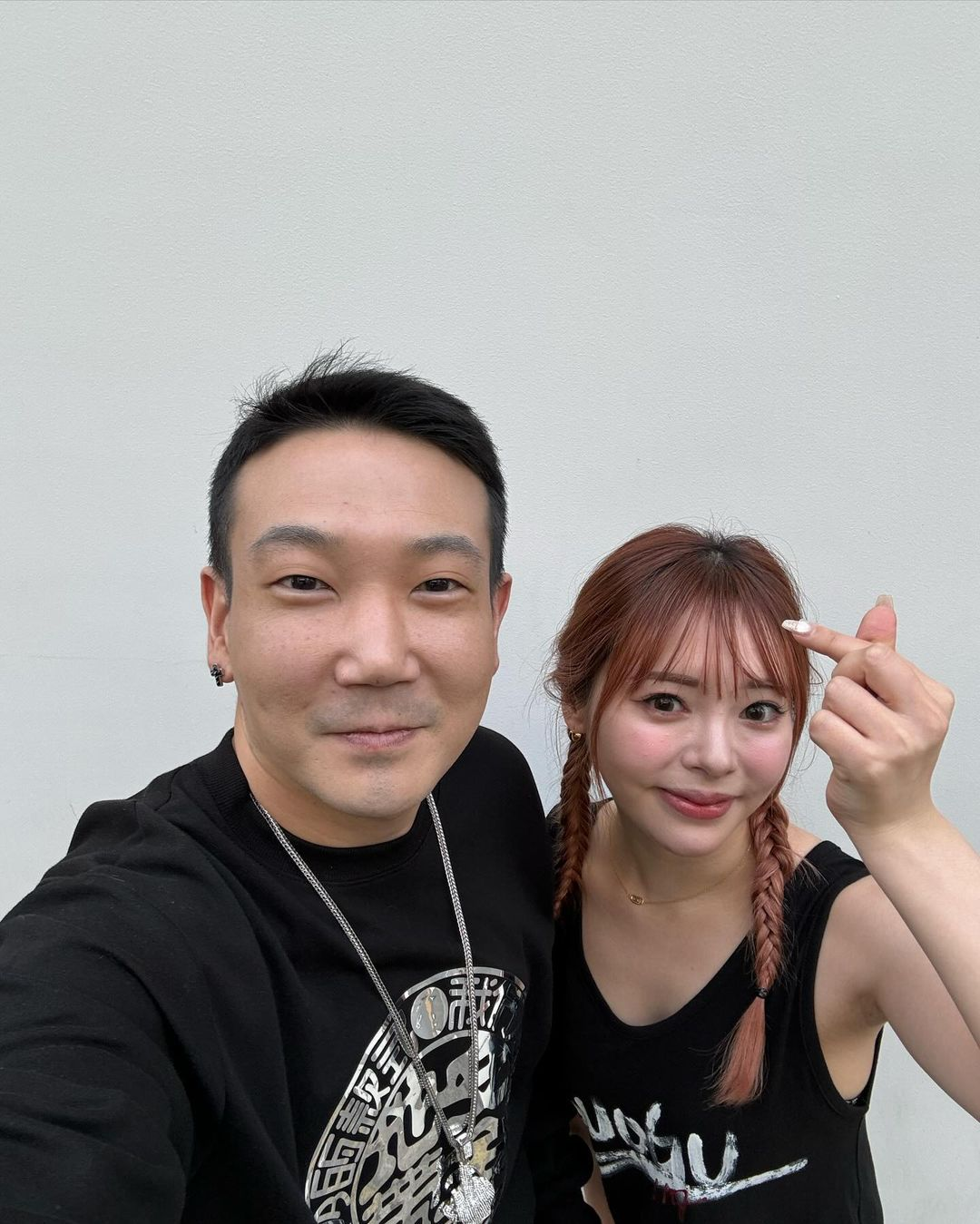
오구라 유나

- 박기표는 일본의 유명 배우 오구라 유나와의 만남을 통해 패션과 엔터테인먼트의 융합을 시도하고 있으며, 이는 한국과 일본의 엔터테인먼트 산업 간의 협력을 강화할 것으로 기대하고 있다.[23][24][25][26][27]

## 예능 '나는펫' 인기 요인

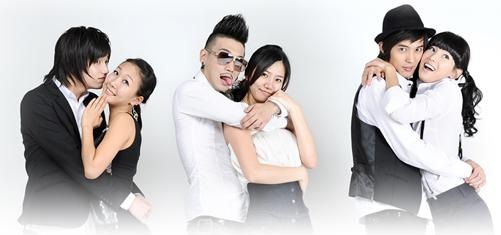
나는펫 시즌 5

- 신선한 얼굴들 : 시청자들은 새로운 얼굴들을 보는 것에 흥미를 느꼈다. 출연자들은 외모가 출중한 일반인들로 구성되어 있었으며, 이는 프로그램에 신선함과 매력을 더했다.

- 독특한 콘셉트 : "나는펫"은 일반인 출연자들이 '펫' 역할을 맡아 '주인'과 함께 생활하는 설정이었습니다. 이 독특한 콘셉트는 시청자들에게 신선하게 다가왔다.
- 유쾌한 상황과 에피소드 : 출연자들이 주인과 함께 생활하면서 발생하는 다양한 에피소드와 상황들이 유쾌하고 재미있었다. 이는 시청자들에게 웃음을 선사하며 프로그램의 인기를 높였다.

- 감동적인 요소 : 프로그램에서는 출연자와 주인 간의 감정적 교류와 성장 과정을 담아내어 감동적인 순간도 많이 연출했다. 이러한 감정적인 요소들은 시청자들의 공감을 얻었다.

- 리얼리티 요소 : 프로그램은 리얼리티 예능의 성격을 띠고 있어, 출연자들이 실제로 겪는 상황과 감정을 자연스럽게 보여주었다. 이는 시청자들이 더 쉽게 몰입할 수 있게 만들었다.

- 재방송과 지속적인 관심: "나는펫"은 첫 방영 이후에도 재방송을 통해 꾸준히 시청자들의 관심을 받았다. 이는 프로그램의 인기가 단기적인 현상이 아니라 장기적으로도 유지되었음을 의미한다.

## 드라마 '불새 2020' 인기 요인
- 리메이크에 대한 기대 : 2004년에 방영된 원작 드라마 '불새'가 큰 인기를 끌었던 만큼, 리메이크 작품에 대한 기대감도 높아졌다. 원작의 팬들이 리메이크를 기대하며 기다렸으며, 이에 방송이 많은 주목을 받았다.

- 새로운 해석 : 원작 스토리를 현대적인 감각으로 재해석하여, 새로운 세대의 시청자들에게도 매력적으로 다가갔다. 특히 캐릭터들의 감정선과 스토리 전개가 현대적이고 세련되게 재구성되었다.
- 배우들의 연기력 : 홍수아, 이재우, 서하준, 박영린 등 우수한 연기력을 자랑하는 주연 배우들로 캐스팅하여 드라마의 몰입도를 높였다. 특히 원작과 다른 매력을 보여주는 주연 배우들로 인해 더 많은 관심을 끌었다.
- 화려한 연출과 음악 : 아름다운 촬영 기법과 세련된 연출로 드라마를 고퀄리티로 만들었으며, 이로 인해 드라마의 완성도를 높였다. 뿐만 아니라 드라마의 분위기를 잘 살린 OST와 감정선을 잘 살려주는 음악을 사용하여 드라마의 몰입도를 더욱 높였다.